# Пестово (Митищинський міський округ)
Пе́стово (рос. Пестово) — селище у складі Митищинського міського округу Московської області, Росія.

## Населення
Населення — 211 осіб (2010; 265 у 2002).
Національний склад (станом на 2002 рік):
- росіяни — 90 %